# 甲府城

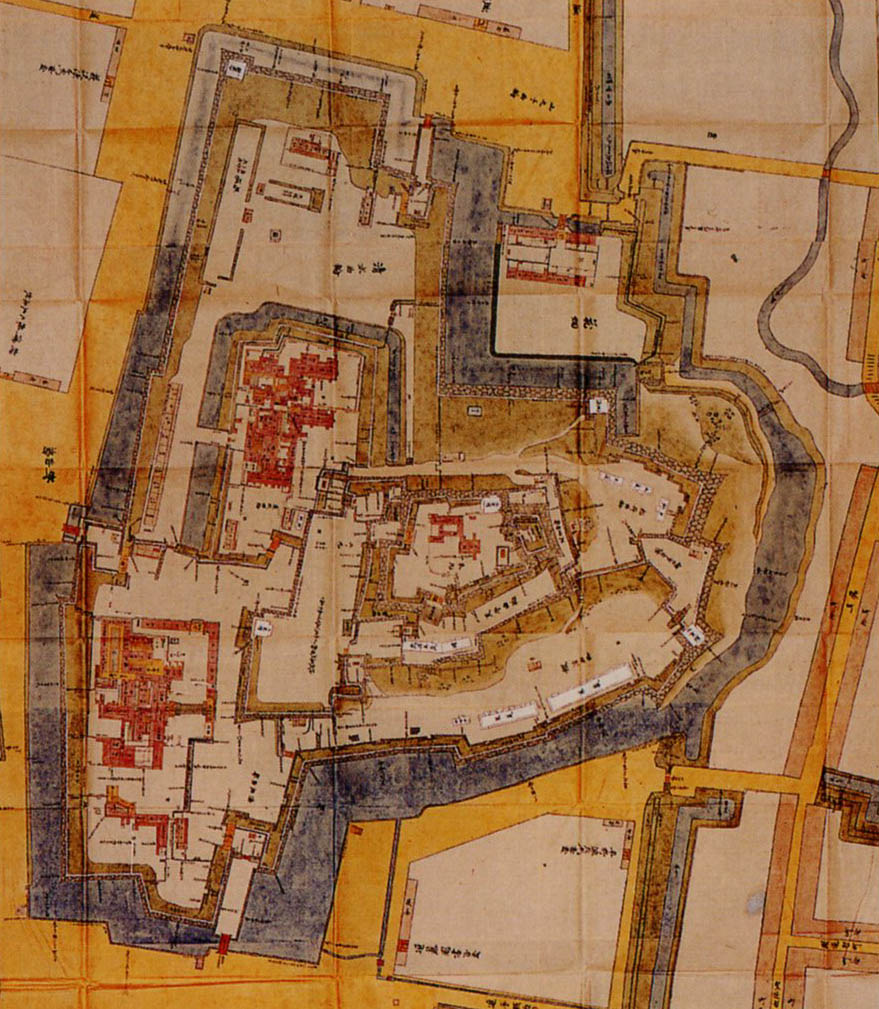
甲府城の古絵図　　『楽只堂年禄』第173巻

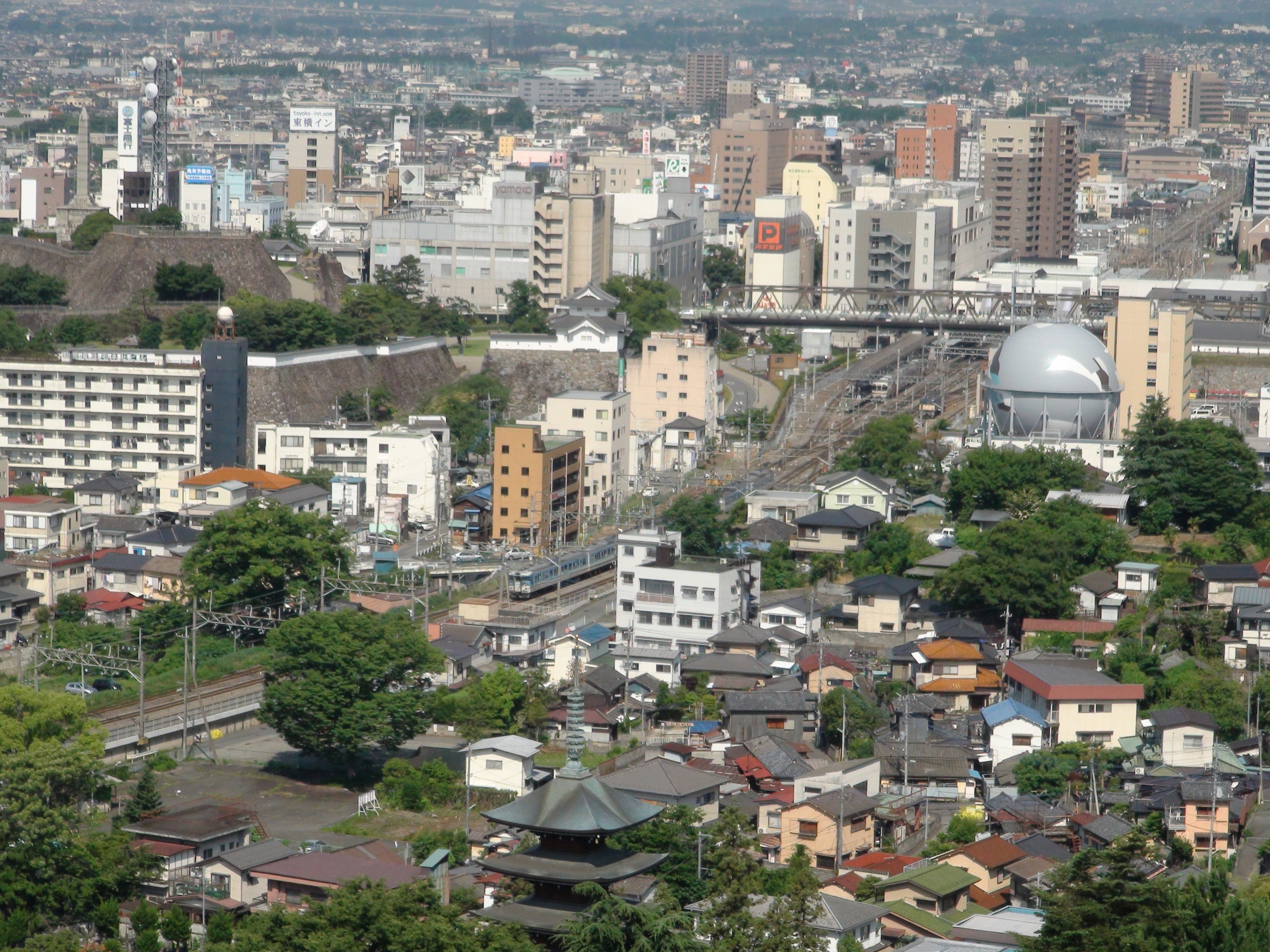
愛宕山より眺めた甲府城跡

甲府城（こうふじょう）は、山梨県甲府市にあった日本の城。舞鶴城の雅号を持ち、国の史跡に指定されている。

## 概要
甲府盆地北部、現在の甲府市中心街の一条小山に築城された中世から近世にかけての平山城である。
甲斐国では戦国期から甲府が政治的中心地となり、躑躅ヶ崎館（武田氏居館）を中心とする武田城下町が造成されたが、武田氏滅亡後に甲斐を領した徳川氏や豊臣系大名が甲斐を支配し、甲府城を築城して新たに甲府城下町が整備された。豊臣政権では徳川家康を牽制する要所、江戸時代では将軍家に最も近い親藩（甲府藩）の城となった。天守台はあるが天守が建てられていたかは不明である。江戸時代には初期の幕府直轄領時代から甲府藩時代、享保年間に再び直轄領とされた甲府勤番時代を通じて統治の拠点となる。
明治時代、1873年の廃城処分となった以降にも甲府は政治的・経済的中心地として機能し、甲府城は県庁主導の殖産興業政策において建物などの破却が行われ、内堀が埋め立てられて官業施設化される。さらに中央線（JR東日本中央本線）の開通と甲府駅（甲府城清水曲輪跡にあたる）の開業により城跡は分断されたが、戦後には城跡の発掘調査や史跡の整備が進み、現在は、本丸・天守曲輪及び天守台・稲荷曲輪・鍛冶曲輪の石垣、堀の一部が残り、武田氏居館とともに甲府駅周辺の観光地となっている。
また、出土遺物のうち鯱瓦（甲府城跡出土金箔鯱瓦）と飾瓦（甲府城跡出土飾瓦）は県指定文化財。

## 歴史・沿革

### 武田氏滅亡後の甲斐情勢と甲府城
甲府城が築城された一条小山は甲斐国山梨郡板垣郷にあたり、平安時代後期には甲斐源氏の一族である甲斐一条氏が領し、一条忠頼の居館があったという。忠頼の死後、館は夫人がその菩提を弔うために開いた尼寺となり、鎌倉時代には時宗道場の一蓮寺となる。
戦国時代には守護武田氏・武田信虎期に甲府が開創され、躑躅ヶ崎館（武田氏居館、甲府市古府中町）を中心とする武田城下町が整備される。一条小山は武田城下町の南端に位置している。武田氏は信虎・晴信（信玄）期に戦国大名化し、信濃・駿河・西上野へと領国拡大を行い、甲府・躑躅ヶ崎館は勝頼期至るまで領国経営の中心であった。勝頼期には盆地西部の穴山郷に新府城（韮崎市中田町中條）が築城され府中の移転が試みられたが、天正10年（1582年）3月に織田・徳川連合軍の侵攻による武田氏の滅亡で途上に終わった。
武田氏滅亡後の甲斐仕置において、甲斐一国と信濃諏訪郡は織田家臣の河尻秀隆が領し、秀隆は岩窪館（甲府市岩窪町）を本拠とした。同年6月に本能寺の変により秀隆は一揆勢に殺害され、無主状態となった甲斐・武田遺領を巡る天正壬午の乱が発生する。天正壬午の乱において甲斐は三河国の徳川家康と相模国の後北条氏が争い、家康は甲府城下の尊躰寺・一条信龍屋敷に布陣して、やがて新府城へ移り北条氏と対峙した。同年には徳川・北条同盟が成立し、武田遺領のうち甲斐・駿河は徳川家康が領し、家康は五カ国を領し東国において台頭する。
家康は天正12年（1584年）の小牧・長久手の戦いを経て豊臣政権に臣従し、天正壬午の乱後に残された上野国の沼田領問題において豊臣政権と後北条氏との関係が緊張すると、後北条氏の領国と接する甲斐においても政治情勢が緊迫化する。なお、天正壬午の乱においては後北条氏は郡内領を制圧し、秩父往還沿いの浄居寺城（中牧城、山梨市牧丘町浄居寺）を本拠とする大村党が北条方に帰属する事態が発生した。家康は天正17年にはこの浄居寺城の大修築を命じている。
天正18年（1590年）の小田原合戦により後北条氏は滅亡し、家康は旧後北条領国の関東へ移封される。甲斐は豊臣大名に与えられ、豊臣大名時代には甲府城の築城が本格化している。

### 築城主・築城年代
家康は甲府・躑躅ヶ崎館を甲斐における支配的拠点としていたが、1583年（天正11年）には家臣の平岩親吉に命じて一条小山の縄張りを行い、甲府城の築城を企図したと言われる。
甲府城の築城主を徳川家康とする説は古くからあり、江戸後期に編纂された『甲斐国志』では築城主を家康・年代を天正13年（1585年）としている。昭和戦後期には1969年（昭和44年）に『甲府城総合調査報告書』が築城主を家康・年代を天正11年としている。
築城主を家康・年代を天正10年・13年とする説の根拠となる史料には年未詳徳川家奉行人連署状写、享保年間の『甲斐国歴代譜』、「愛宕山宝蔵院」『甲斐国志』仏寺部があるが、いずれも家康による築城を確定する史料でなく、この時期に甲斐国内において大規模な動員がかけられた形跡もないことが指摘される。
天正11年築城説の根拠となる年未詳正月27日付平岩親吉宛書状において、家康は家臣の平岩に対して一条小山における築城の準備を命じており、「石垣積」の技術を持つ職人衆の派遣を行っている。石垣積は「穴太積」とも呼ばれる西国系の技術で、織田信長が天正4年（1576年）の安土城築城において本格的に使用し、豊臣秀吉に引き継がれたという。戦国期の甲斐や武田領国、家康の領した東国五カ国には存在せず、甲府城において初めて用いられている。現在の甲府城の石垣遺構は技術的な中断の形跡が無く同一の技術水準によるものであることが指摘され、豊臣大名時代の築造と考えられている。
これらの石垣積の導入時期や甲斐・家康を巡る政治情勢から、平山優は甲府城築城に関わる年未詳家康文書の年代比定は天正11年ではなく、小田原合戦・家康の関東転封をひかえた天正17年頃である可能性が指摘を指摘し、家康は甲府城の築城を企図していたが実現されず、甲府城の築城は豊臣大名時代になされたと評価している。

### 豊臣大名・江戸時代の修築

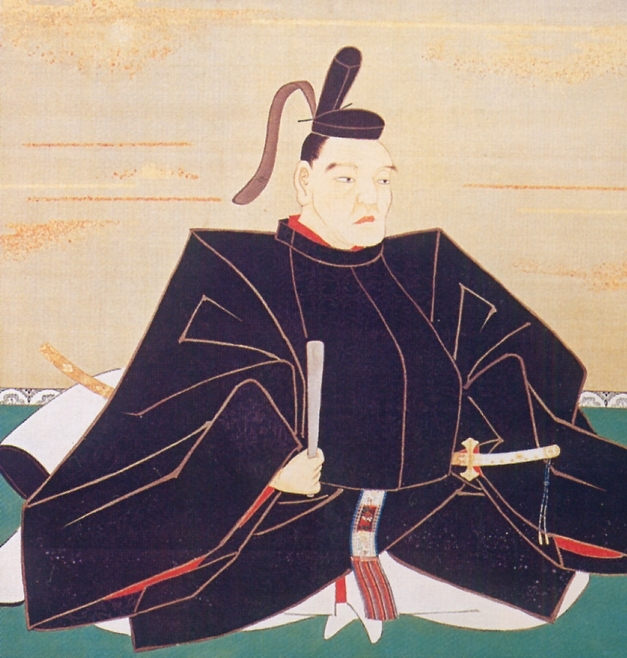
「柳沢吉保」肖像画　甲府市・一蓮寺所蔵

甲府城の築城は豊臣大名時代に本格化している。豊臣秀勝は天正18年7月に甲斐を拝領するが、翌天正19年2月には美濃へ転封されているため在国期間が短く、秀勝時代の甲府城築城に関する史料は天正18年8月3日付羽柴(豊臣)秀勝黒印状写のみが知られている。
秀勝の次に甲斐を拝領した加藤光泰時代には天正19年10月19日付加藤光泰黒印状や年未詳正月14日付加藤光泰書状などの史料が見られ、杣工に動員をかけ甲府城築城を行っており、城内の殿舎の建設も開始されている。光泰時代に甲府城の築城は本丸・天守曲輪・稲荷曲輪・館曲輪など中心部分が竣工されていたと考えられている。
次代の浅野長政・幸長時代にも築城は継続されているが、このころには秀吉の朝鮮出兵が行われ、甲府城の築城は困難にさしかかっており、甲斐では農民の逃散も発生している。光泰・浅野氏時代には一条小山の一蓮寺をはじめ、寺社の移転も行われている。
江戸時代には甲府藩が設置される。宝永元年（1704年）には甲府藩主・徳川綱豊（家宣）が将軍・綱吉の後継者になると、綱吉の側用人であった柳沢吉保は甲斐・駿河領国に15万1200石余りの所領と甲府城を与えられる。翌年4月には駿河国の知行地が替えられ甲斐国国中三郡を支配した。吉保は大老格の立場であったため甲斐を訪れることはなかったが、家老の薮田重守に対して甲府城と城下町の整備のほか、甲斐国内の検地や用水路の整備、甲州金の一種である新甲金の鋳造などを指示している。甲府城の整備では新たに花畑曲輪を設置し、楽屋曲輪や屋形曲輪には御殿を建設した。こうした柳沢氏時代の甲府城下の繁栄を『兜嵓雑記（かいざっき）』では「棟に棟、門に門を並べ、作り並べし有様は、是ぞ甲府の花盛り」と記している。

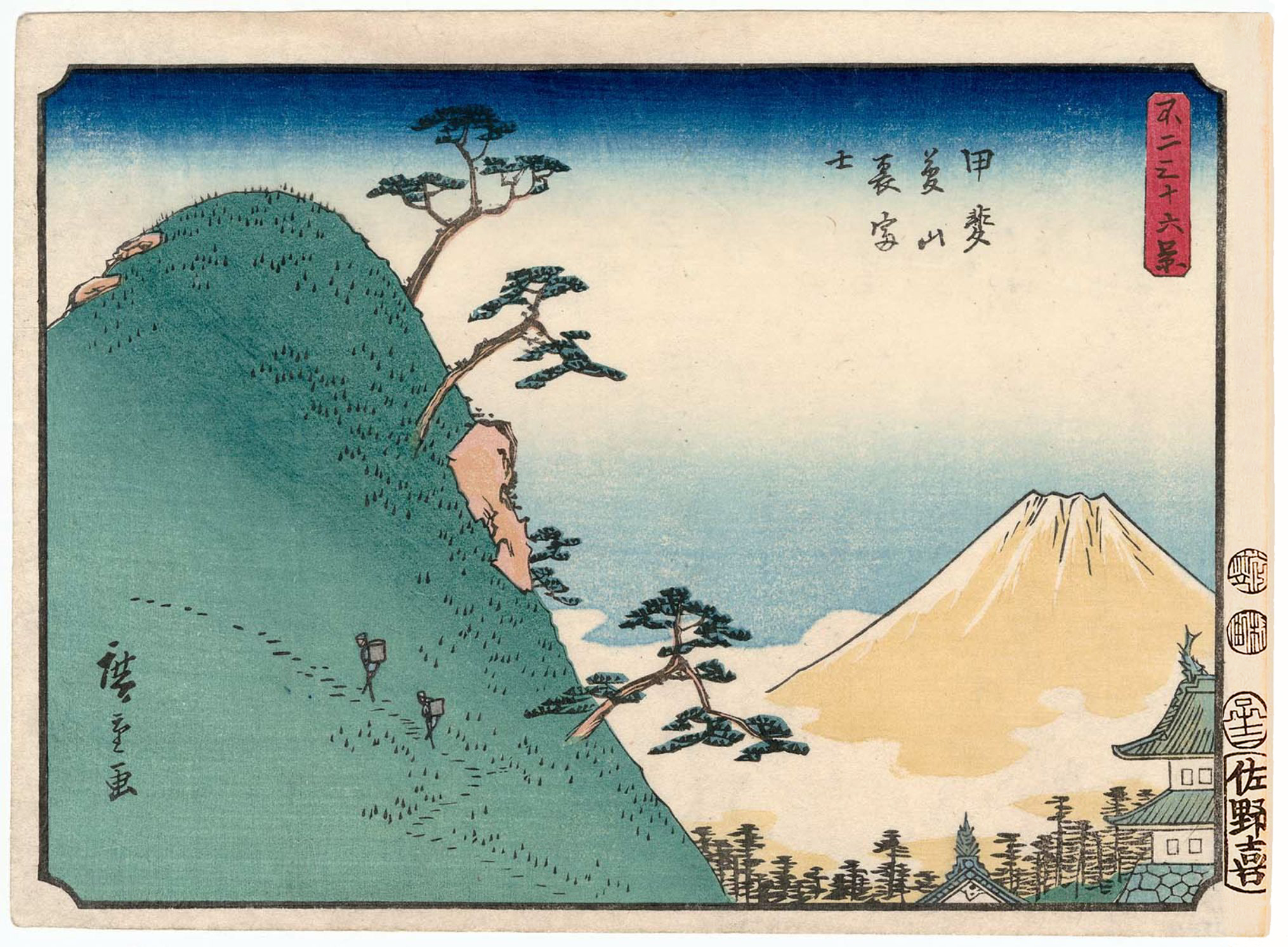
『不二三十六景　甲斐夢山裏富士』
甲府城の稲荷櫓が描かれている

### 江戸時代・近代
- 1603年（慶長8年） 徳川義直（家康の九男）が城主となる。
- 1607年（慶長12年） 義直が清洲へ転封。甲府城番が敷かれる。
- 1616年（元和2年） 徳川忠長（秀忠の三男、駿府城主）の支城となる。
- 1632年（寛永9年） 忠長死去。城番制がしかれる。
- 1661年（寛文元年） 徳川綱重（家光の三男）が城主となる。
- 1678年（延宝6年） 徳川綱豊（綱重嫡男）が城主となる。
- 1704年（宝永元年） 綱豊が将軍世嗣として江戸城に入り、徳川家宣と改名。
- 1705年（宝永2年） 柳沢吉保が城主となる。初めて親藩以外の領地となる。
- 1724年（享保9年） 柳沢吉里（吉保嫡男）が大和郡山へ転封。甲斐一国が幕府領となる。甲府勤番の設置。
- 1727年（享保12年） 甲府城大火。
- 1734年（享保19年） 城内に盗賊が侵入し1400両の公金が盗難される甲府城御金蔵事件が発生する。犯人は不明で、当日に博打をしていた甲府勤番士の怠慢が指摘され17名が処罰される。1742年（寛保2年）には 高畑村の百姓次郎兵衛が捕縛され、事件は解決した。この事件は人々の間で関心を呼び、作者成立年代は不明で出版もなされていないが、フィクションを交えた勧善懲悪の物語として構成された実録小説『甲金録』となった。
- 1866年（慶応2年） 勤番制を廃止し、城代を設置。
- 1868年（明治元年） 明治維新。板垣退助らが無血入城。
- 1873年（明治6年） 廃城。

#### 幕末の甲府城代
| 代 | 氏名                         | 官位            | 前職     | 在職期間                        | 後職                            | 藩                    |
| -- | ---------------------------- | --------------- | -------- | ------------------------------- | ------------------------------- | --------------------- |
| 1  | 松平輝照 まつだいら てるあき | 従五位下 右京亮 | 雁間席   | 慶応2年8月5日 - 慶応3年9月6日   | 奏者番                          | 上野高崎藩8万2千石    |
| 2  | 大久保忠礼 おおくぼ ただのり | 従五位下 加賀守 | 帝鑑間席 | 慶応3年9月6日 - 慶応3年12月     | 辞任                            | 相模小田原藩11万3千石 |
| 3  | 真田幸民 さなだ ゆきもと     | 従二位 信濃守   | 帝鑑間席 | 慶応4年1月19日 - 慶応4年1月25日 | 辞任、撤兵 新政府軍に恭順       | 信濃松代藩10万石      |
| 4  | 堀田正倫 ほった まさとも     | 従五位下 相模守 | 帝鑑間席 | 慶応4年2月5日 - 慶応4年2月18日  | 辞退（赴任せず） 新政府軍に恭順 | 下総佐倉藩11万石      |

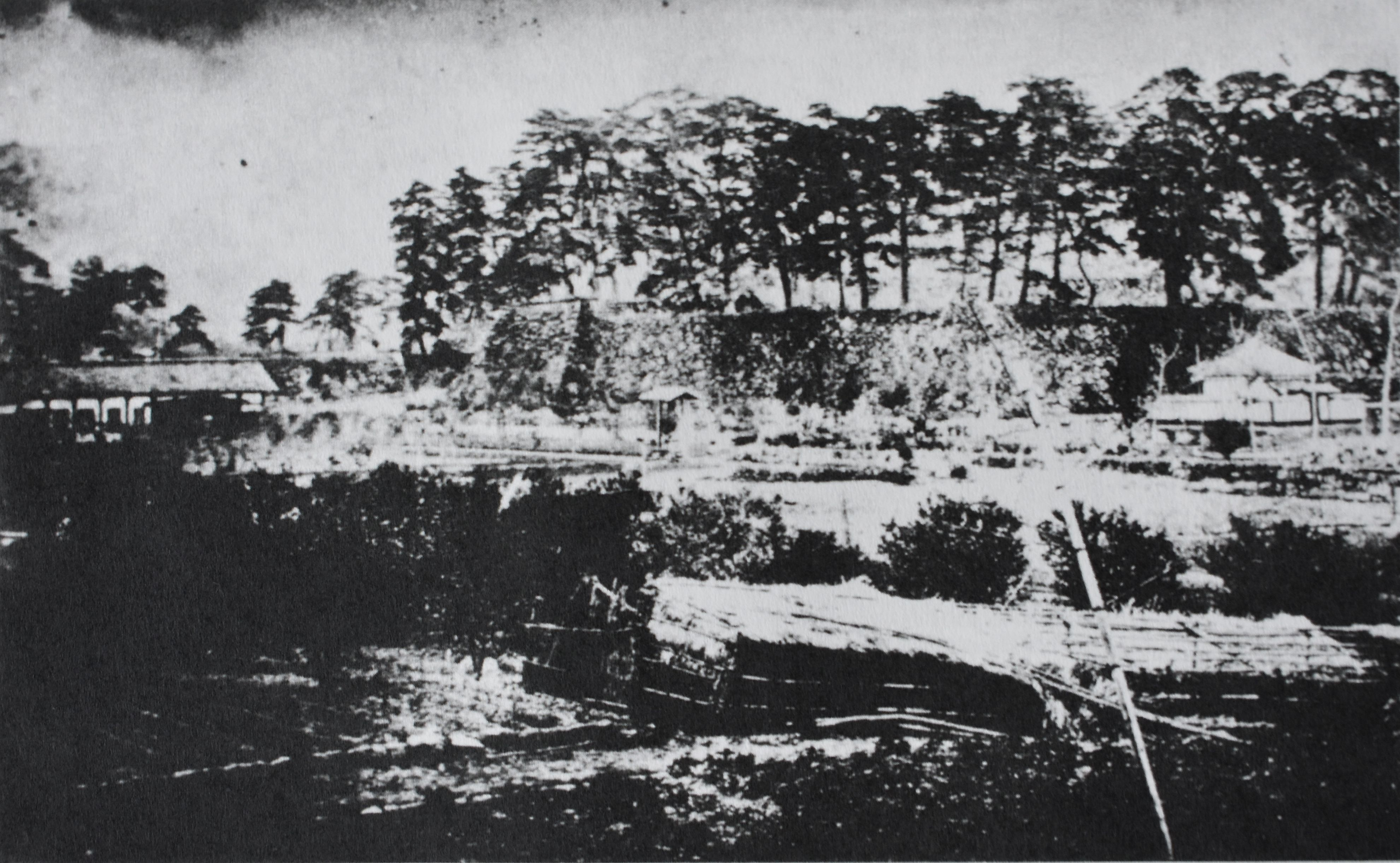
明治初年の甲府城内、中央に井戸が見える
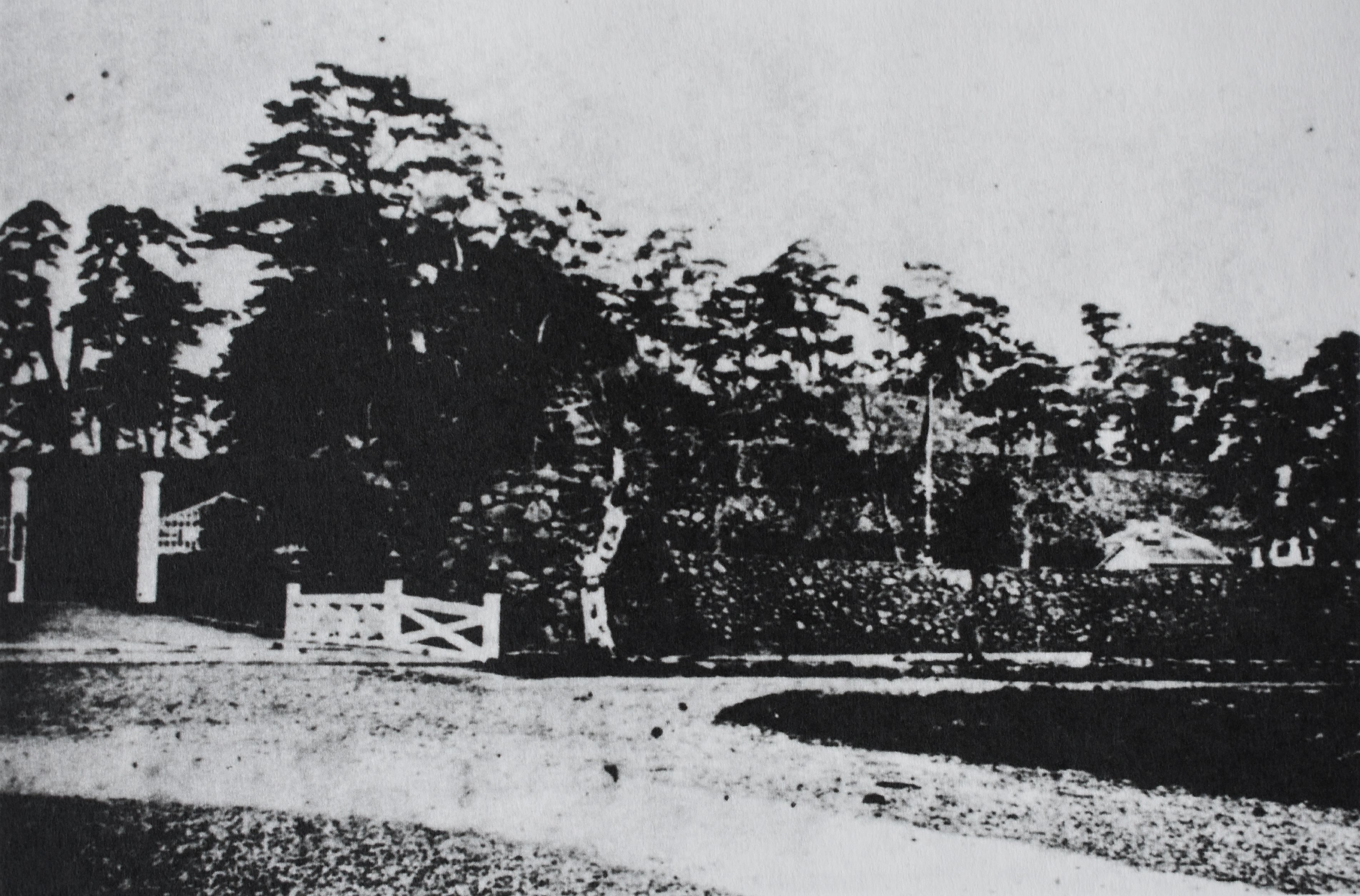
明治10年代の甲府城正門、松が茂っている
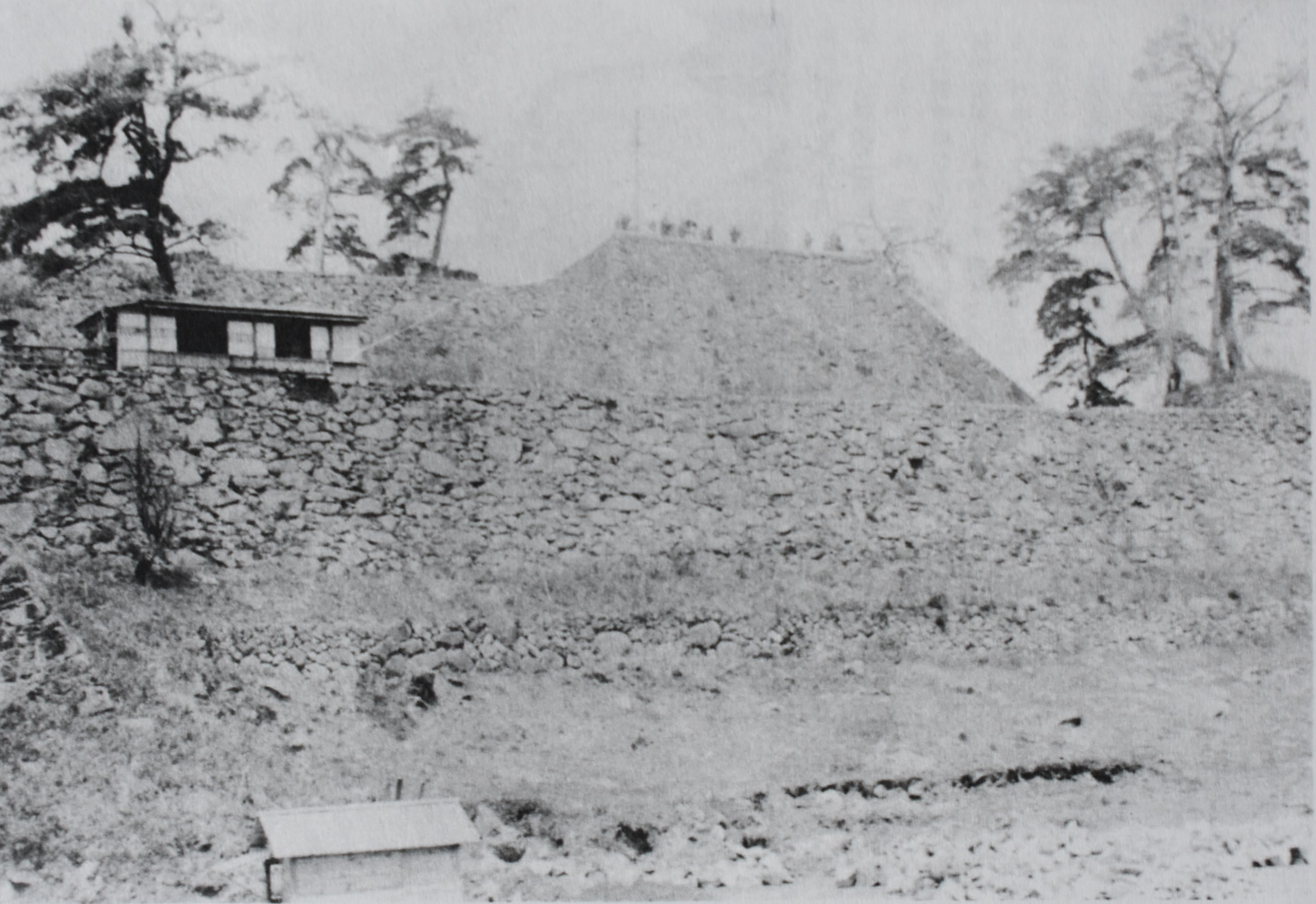
明治37年、舞鶴公園内の甲府城天守台
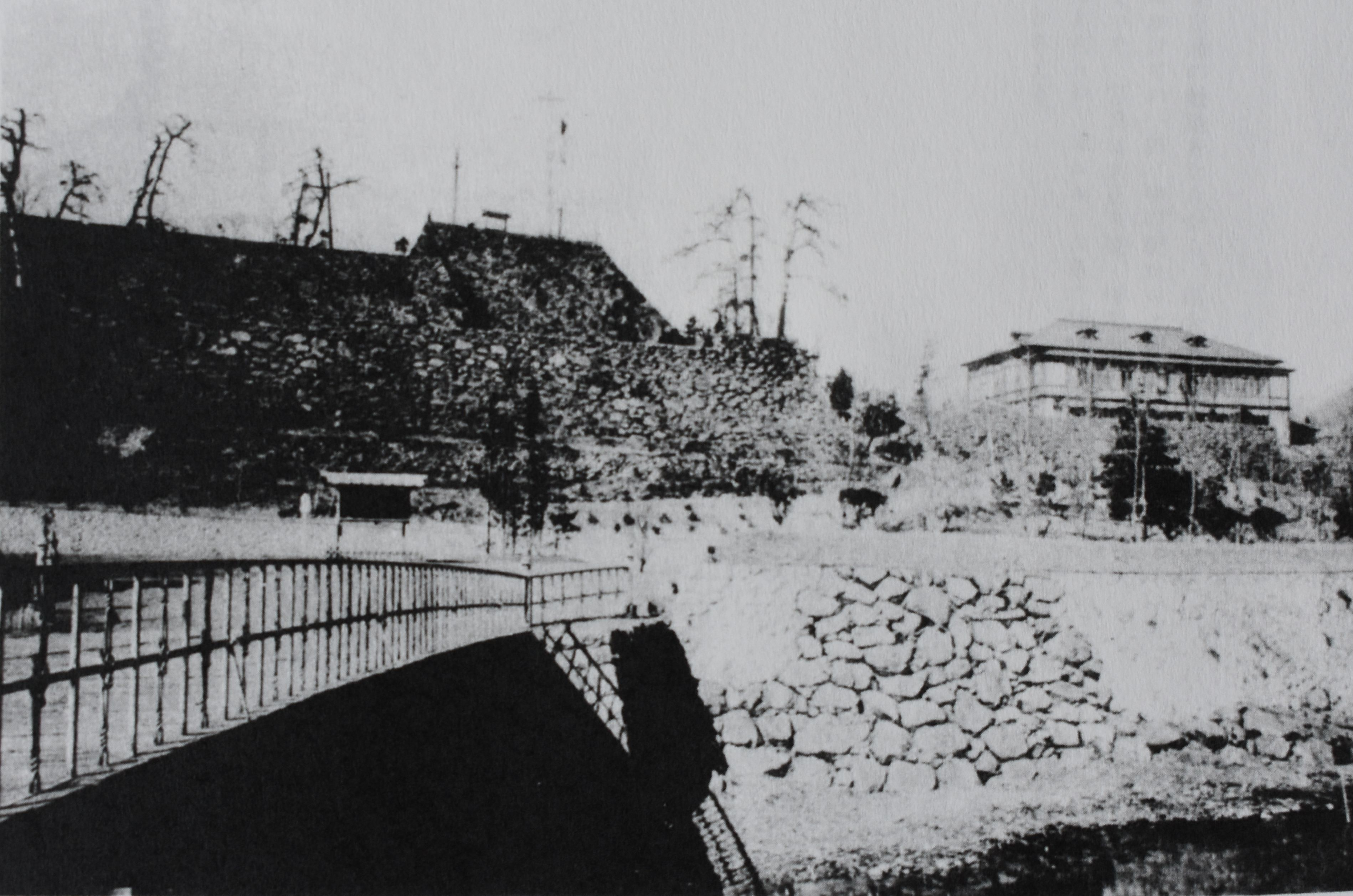
明治末年の甲府城、右の建物は機山館
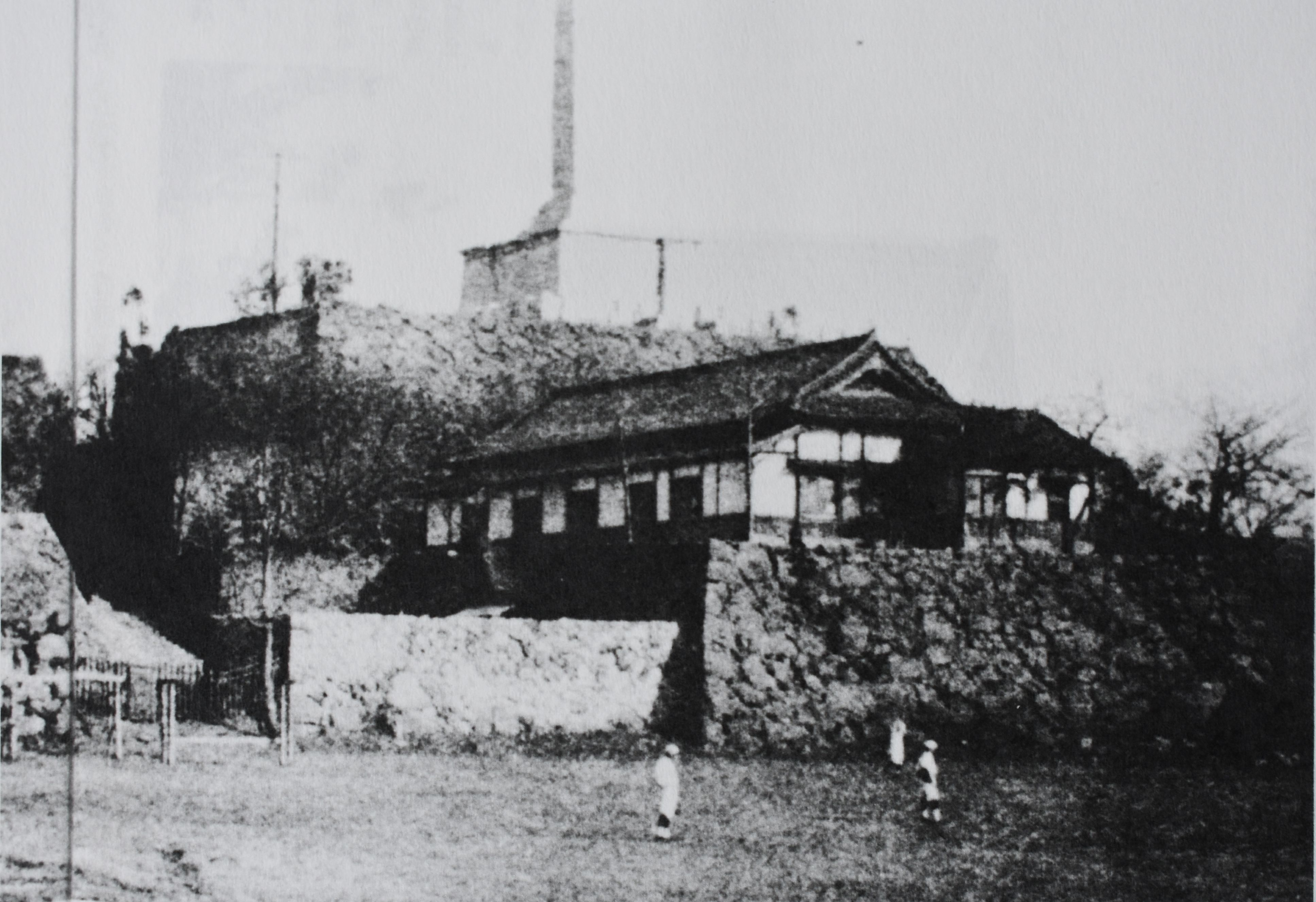
大正末期、甲府駅からは地続きだった

### 近現代の甲府城

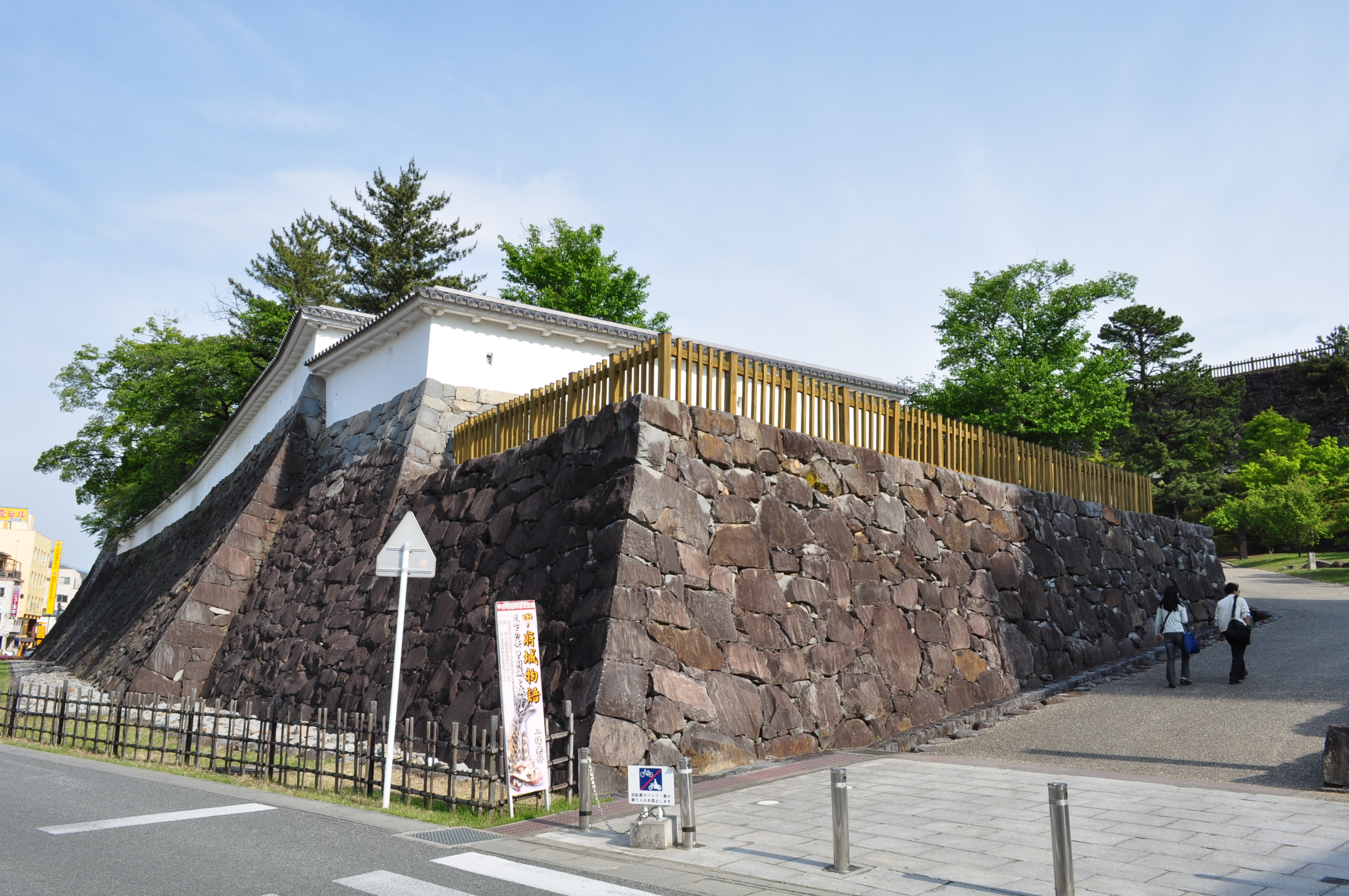
舞鶴城公園の入口（2014年5月8日撮影）

明治初期には県令・藤村紫朗のもと甲府城郭内の建物の多くが撤去され、1876年（明治9年）には鍛冶曲輪に勧業試験場が設置された。1880年（明治13年）3月には明治天皇の山梨県巡幸が実施され、明治天皇は甲州街道を進み6月17日に山梨県入りすると、6月19日には甲府へ到着した。明治天皇は6月20日に甲府城跡に存在した勧業製糸場を視察すると、天守台を臨幸している。1938年（昭和13年）3月には明治天皇の天守台臨幸を記念し、天守台跡に「明治天皇御登臨之址」が建設された。
2006年（平成18年）4月6日、日本100名城（25番）に選定された。
その他甲府商工会議所などにより2004年（平成16年）から「光のピュシス」と称し、冬季の間一帯をイルミネーションで飾られてきたが、県や市からの補助が打ち切られるなどのため2007年（平成19年）をもって終了した。
2013年（平成25年）、鉄門（櫓門）の復元が完了し公開された。

## 構造

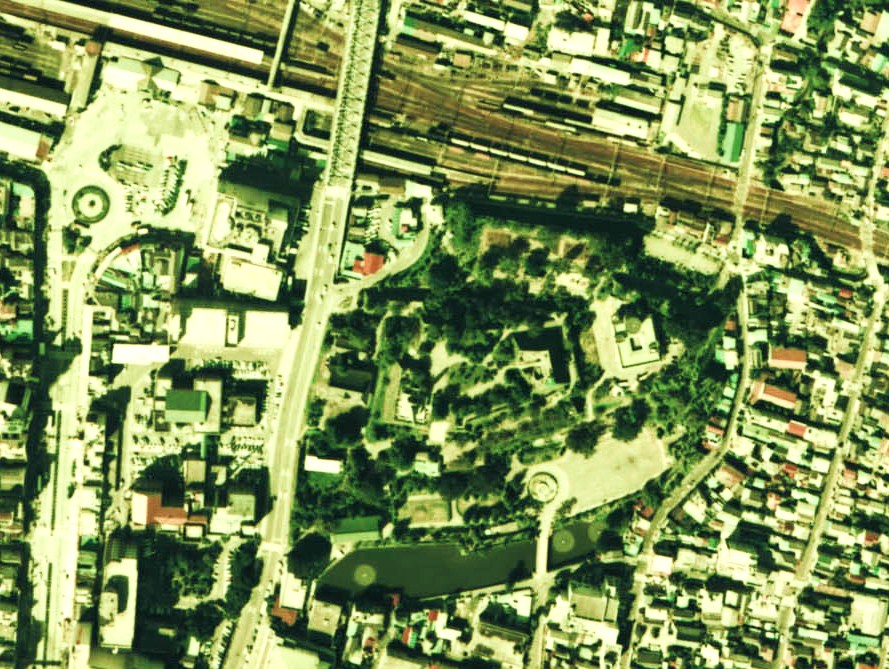
甲府城周辺の空中写真　1975年

甲府城は内堀・二ノ堀・三の堀で各領域が構成され、それぞれ内城部分、内郭部分、町人地を囲郭している。内城部分には天守台や本丸、諸曲輪が存在し、北側に山手門、南側には追手門、西側には柳門が存在し出入口となっている。二の堀は武家地の内郭部分を囲み、甲府勤番役宅や勤番士の屋敷、年貢米を集積する米蔵や御花畑、薬園、学問所である徽典館などの諸施設がある。三ノ堀は町人地で、北側の古府中と南東の新府中で構成される（甲府城下町）。
稲荷曲輪の西側には硝石・火薬を貯蔵する焔硝蔵（えんしょうぐら）が所在していた。発掘調査によれば、甲府城跡の焔硝蔵は地表から1.8メートル程度地下の底部に石を敷き詰め、建物の基礎としていた。17世紀前半の「甲府城並近辺之絵図」（京都大学所蔵）ではこの地域は空白地となっているが、『楽只堂年録』によれば柳沢氏時代には所在していたことが記され、17世紀後半から18世紀初頭期に築造された施設であると考えられている。明治時代に撮影された甲府城の古写真にも焔硝蔵の建物が写っている。

### 主な建築物
大手門(追手門)
甲府城南側に位置する。古写真が発見されている。内外に番所があった。左折れの枡形。橋は擬宝珠高欄付きの太鼓橋。古写真が発見されている。
山手門
甲府城北側に位置する。木造復元されている。右折れの枡形。番所があった。橋は擬宝珠高欄付きの太鼓橋。
柳門
甲府城西側に位置する。喰い違い形式。内部に番所。橋は擬宝珠高欄付きの太鼓橋。
本丸櫓
本丸天守台付近にあった。４×５間。古写真が発見されている。二重櫓。二階に千鳥破風。
月見櫓
二の丸南西部にあった櫓。三重櫓。西面二階に千鳥破風があった。
数寄屋櫓
数寄屋曲輪南東にあった。当初は三重櫓であったがのち二重櫓に改変された。二重櫓。古写真が発見されている。二階に千鳥破風。別名辰巳櫓。
稲荷櫓
稲荷曲輪北東にあった。木造復元されている。古写真が発見されている。二重櫓。二階に千鳥破風。別名丑寅櫓。
清水櫓
清水曲輪北西にあった。二重櫓。二階に千鳥破風。別名戌亥櫓。
太鼓櫓
柳門内にあった。井楼であったと思われる。
八方正面櫓
旧記に台所曲輪南東にあった。
銅門
本丸大手門にあたる。創建当初は櫓門であった。木造復元計画がある。
鉄門
本丸搦手門にあたる。櫓門。木造復元されている。
松陰門
内門、外門からなる。木造復元されている。薬医門。
天守穴蔵門
天守穴蔵入り口の門。薬医門。
山之井門
松陰門の奥、二の丸入り口にあった。薬医門。
中仕切門
柳門奥にあった。薬医門。
屋形門
屋形曲輪入口にあった。櫓門であった。
屋形裏門
屋形曲輪西にあった。薬医門。
楽屋曲輪門
楽屋曲輪書院の表門。長屋門。
楽屋曲輪裏門
楽屋曲輪書院の裏門。薬医門。　　　　　　　　　
坂下門
台所曲輪入口にあった。薬医門。
台所門
坂下門奥にあった。薬医門。
梅林門
稲荷曲輪西にあった。薬医門。
竹林門
山手門南にあった。薬医門。
稲荷門
稲荷曲輪南西部にあった。薬医門。木造復元されている。
数寄屋門
表門、裏門からなる。表門は数寄屋曲輪南、裏門は数寄屋曲輪西にあった。
鍛冶門
鍛冶曲輪入口の門。薬医門。木造復元されている。別名四ツ足門。

### 毘沙門堂
毘沙門堂は柳沢氏時代に本丸に所在していた建造物。2014年には甲府市元紺屋町の真言宗寺院・華光院の太子堂が毘沙門堂を移築したものであると確認された。甲府城建物のうち現存する唯一のものとして注目されている。

## 復元

### 甲府城跡の史跡整備と復元計画
廃城・解体後は中央本線の開通により分断され、その後も石垣以外はほとんど手付かずの状態だったが、戦後は史跡整備のための舞鶴城公園整備事業に先だって1992年（平成4年）から山梨県埋蔵文化財センターや県教育委員会、土木部などによる発掘調査が行われ、甲府城跡総合学術調査団が組織されて総合的な調査が行われており、復元整備が開始された。これまでにいくつかの曲輪や門の整備が行われ、2003年（平成15年）に稲荷櫓が、2007年（平成19年）には分断された北側の山手渡櫓門が復元された。

### 復元された建造物

#### 稲荷櫓
2004年（平成16年）に復元された二重櫓。城内の北東に位置することから艮櫓とも呼ばれた。

#### 鍛冶曲輪門
鍛冶曲輪と楽屋曲輪を結ぶ門。1996年（平成8年）に復元された。

#### 内松陰門
屋形曲輪と二ノ丸を結ぶ門。1999年（平成11年）に復元された。

#### 山手御門
山手門（やまのてもん）は本丸北側に位置する。遺構は残っておらず、現存する絵図や、明治時代の測量図、古写真などから、低い石垣の上に土塀を設けた追手枡形の塀を持つ、高麗門の形式をとっていたものと見られる。2007年（平成19年）に復元された。

#### 鉄門
甲府城鉄門（くろがねもん）は本丸南側に位置する。左右に石垣を有した2階建ての櫓門。創建当初は「南門」と呼称され、『楽只堂年録』宝永2年（1705年）条に拠れば柳沢氏時代に改称され「鉄門」と呼ばれるようになった。
鉄門の創建に関しては不明であるが、諸記録や絵図から文禄・慶長年間の築城期から江戸初期にかけてと推定されている。改修に関しては、南アルプス市在家塚の年未詳「在家塚村瓦資料」に拠れば瓦の葺き替えに関する記録があるのみ。1876年（明治9年）頃に解体され、消失した。
鉄門とその周辺地域では1993年（平成5年）・1997年（平成9年）に発掘調査が実施され、露出していた9箇所の安山岩製の礎石や天守曲輪へ続く石段の遺構が確認された。遺物としては瓦類があるが、本丸内のものが含まれている可能性が指摘される。
舞鶴城公園整備事業において2004年（平成16年）度には稲荷櫓の復元が完成し、次の整備計画として鉄門と銅門の復元が検討された。2010年（平成22年）には鉄門の復元が決定され、甲府城跡櫓門復元検討委員会が組織された。
両側の石垣の状態は良好と評価され、解体修理は行われず補修工事のみが行われた。復元に際しては文献史料や絵図、古写真などの関連史料の調査が行われ、江戸初期の姿を念頭にした復元を行う方針となる。
復元工事・石垣の補修は基本的に伝統工法に基いて行われたが、構造計算上必要とされた補強材は取り入れられた。建材は国産材を用いて復元が行われ、2013年（平成25年）に完成。

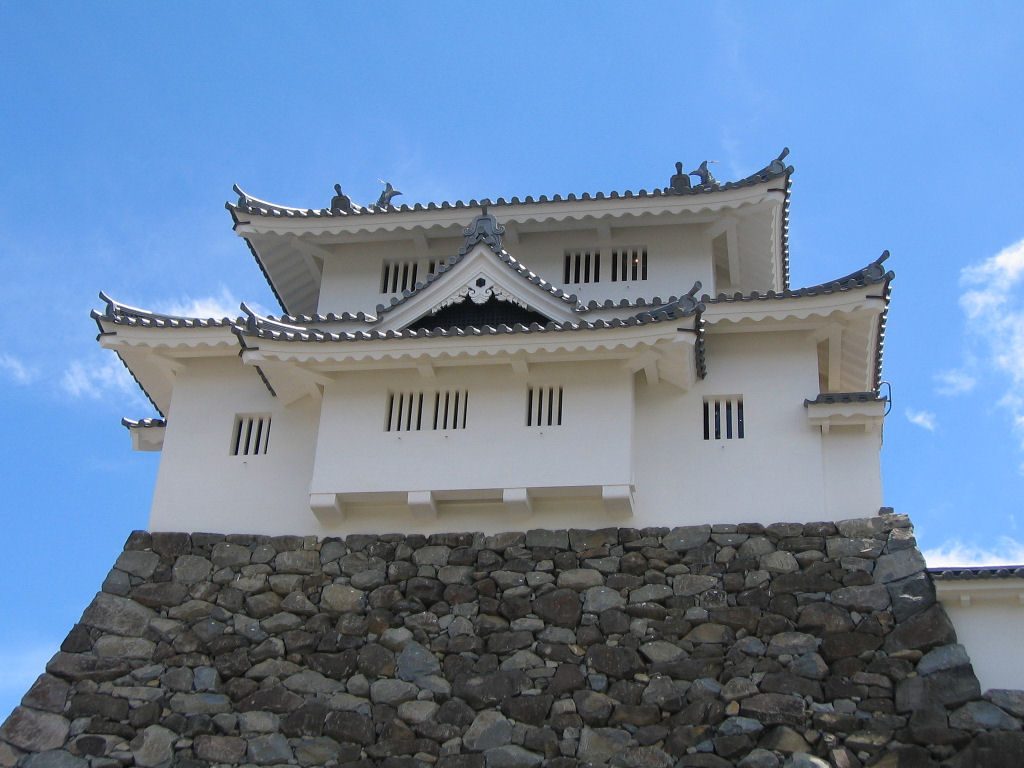
稲荷櫓　（復元）
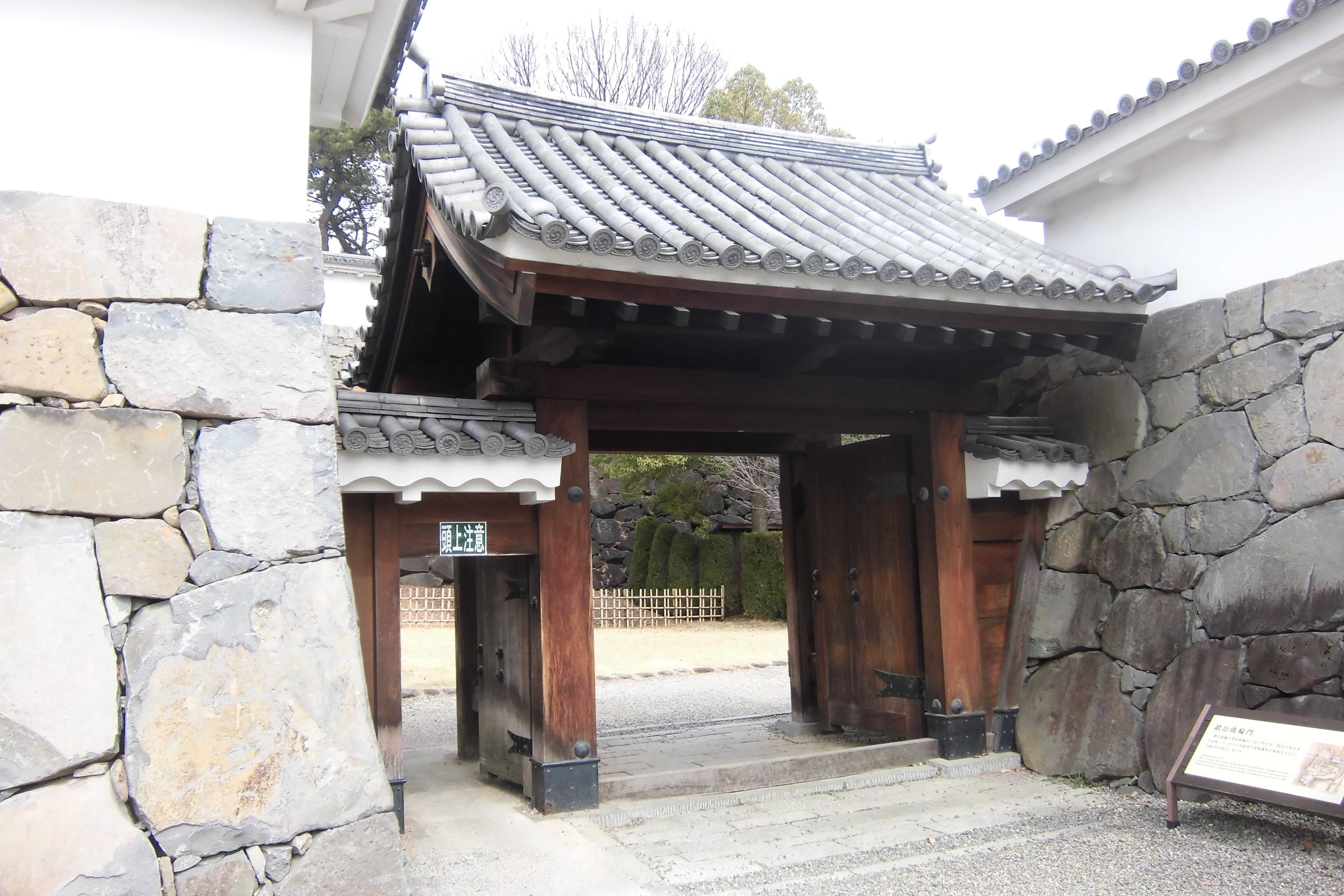
鍛冶曲輪門  （復元）
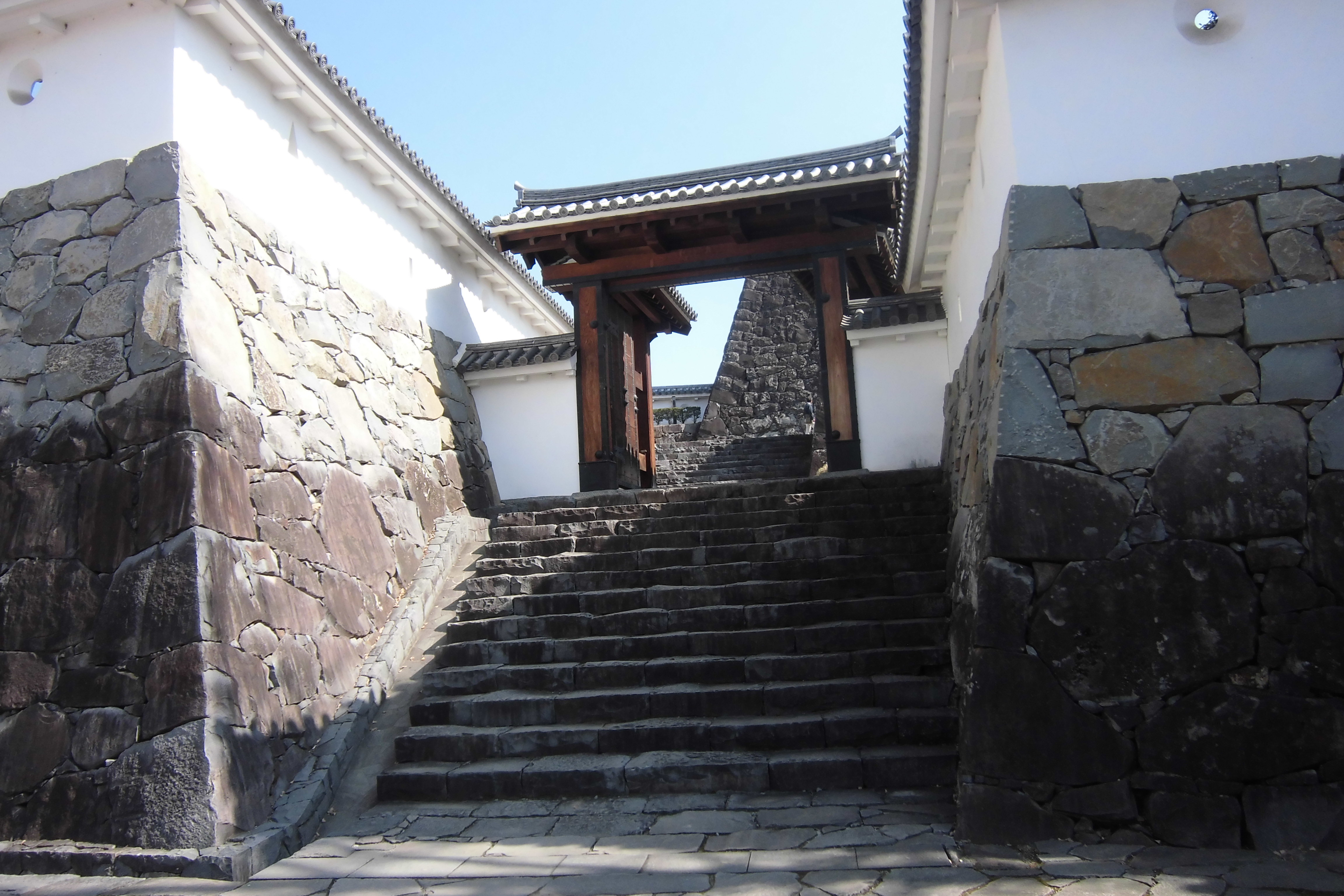
内松陰門　（復元）
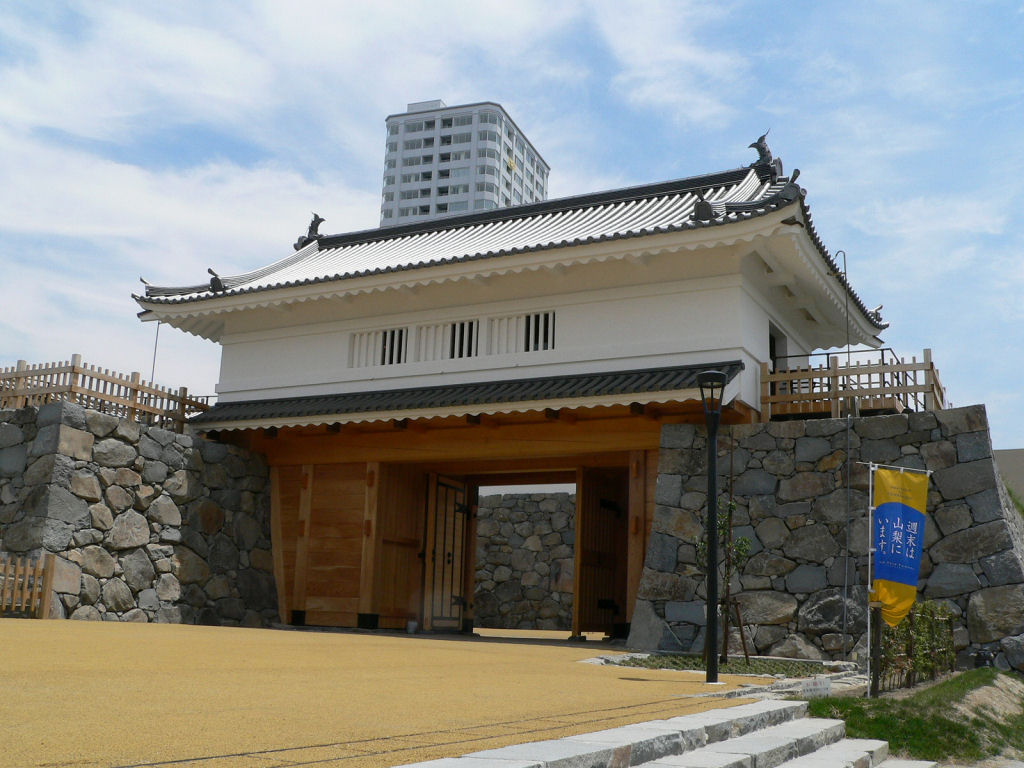
山手渡櫓門　（復元）
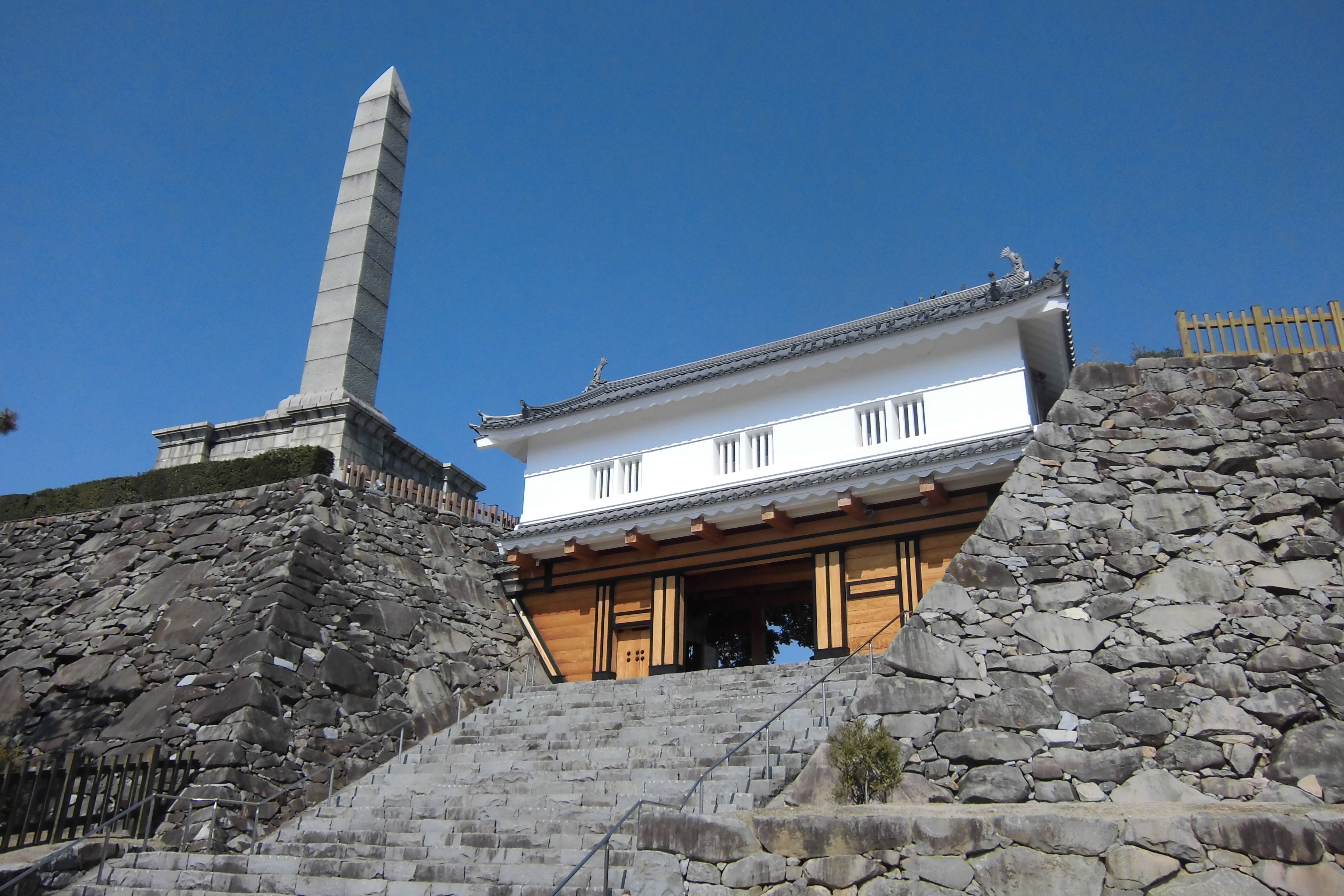
鉄門　（復元）
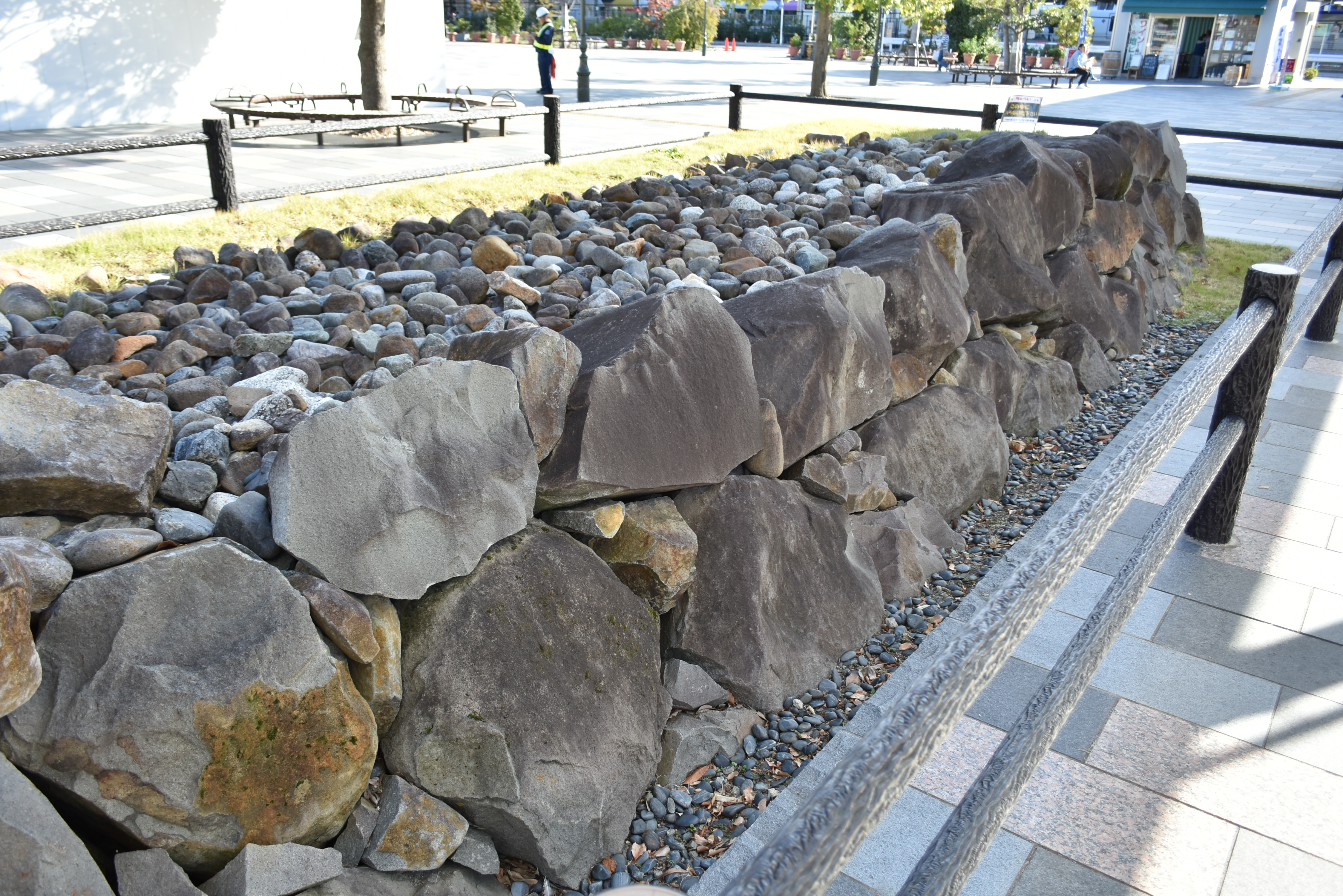
甲府駅北口で発見された清水曲輪の一画（2018年10月31日撮影）

### 天守

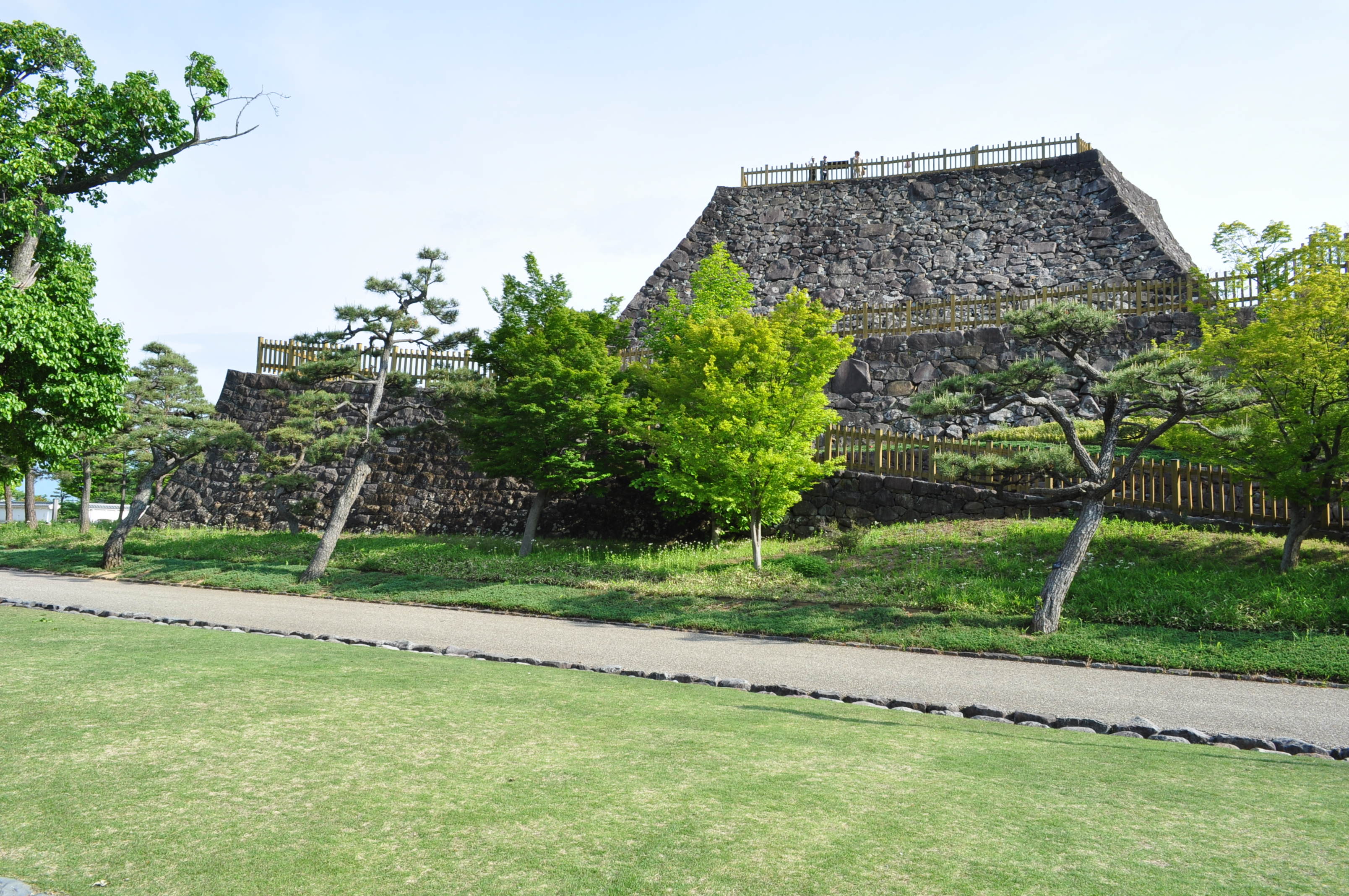
天守台（2014年5月8日撮影）

天守については天守台のみとなっており、天守は存在しない。天守が建立時から廃城になった明治初期以前の間に存在していたのか否かについて、議論や検証が行われている。文献史料においては1706年（宝永3年）に甲斐国を訪れた荻生徂徠が『峡中紀行』において甲府城天守は存在しなかったとする証言を残しており、総合学術調査団などの見解では天守の存在に関しては否定的であったが、萩原三雄ら考古学方面では出土した金箔瓦や鯱瓦などは各地で天守を持つ城郭を築造している豊臣系大名特有のもので、近世甲斐の地勢的条件からも一時的ではあるが天守が存在していた可能性を指摘している。一方、文献史料においては現在に至るまで復元の手がかりとなる絵図や古文書などは確認されておらず、民間に向けても懸賞金をかけており、資料の捜索が続けられている。
2008年には、文献史学・考古両面の調査委員会により発掘調査で鯱瓦などが出土したことや新出絵図類の検討から、新たな門の存在や松本城に匹敵する天守の可能性のある近世初期の高層建築遺構の存在が指摘されている。一方で調査委員会の報告書においては天守の存否に関しては文献・考古両面からも確定的な判断を下せる資料を見いだせないことから復元・新造論に関しては否定的見解を示している。このように有識者の間でも見解は統一されていないが、「天守閣など甲府城復元・整備推進会議」は2014年の4月から9月まで天守再建などを推進する署名活動を行った。
2015年より外部有識者からなる「甲府城跡総合調査検討委員会」が発足し、後藤斎知事も選挙公約で復元について言及しているが、2017年3月27日に山梨県教育委員会が2年間かけて調査した結果でも「（天守閣の）存在を示す直接的な資料は見当たらない」となった。
市街地活性化の観点からも多方面から強く注目されており、整備事業においては復元も希望されている。特に甲府商工会議所と甲府商店街連盟からは存在が確認できなくても模擬天守を建てるべきとの要求がされている。一方考古学者や歴史学者は模擬天守の建立には否定的で、整備を行なっている山梨県も実在した施設の復元のみとしており甲府市中心市街地活性化基本計画でも天守の事業化を行なっていない。
なお、新規に建設された建造物に対する文化財の指定、または登録については、模擬天守でも富山城のように国の登録有形文化財に登録された事例があるが、富山城の場合は「建設後50年以上経過」などの登録有形文化財の登録基準を満たしていたためであり、模擬天守を建立してすぐに登録を受けられることは一般的ではない。

### その他
山梨県庁舎防災新館の工事中に内堀の石垣が検出され、この石垣は同館地下1階で遺構を復元し展示されている。

## 甲府城跡の建築物

### 機山館
機山館は甲府城内稲荷曲輪に所在した公会堂施設。「機山」は武田信玄の道号に由来する。本丸を挟んで対角線上の西側には二の丸に築造されていた甲府中学校（現在の甲府市美咲・山梨県立甲府第一高等学校）が所在している。2階建てルネサンス風の洋館で、付近にはあずま屋も存在した。1905年（明治38年）5月に赴任した山梨県知事・武田千代三郎により推進された建築で、1906年（明治39年）9月に落成。同年10月1日の山梨県主催・ 一府九県連合共進会において恒久的な公会堂として企図され、市町村・民間有志から四万円の出資を得て建築される。共進会では第一会場として使用される。
1912年（明治45年）には皇太子嘉仁（1912年（明治45年/大正元年）7月30日に即位して大正天皇）が最後の地方行幸として山梨行幸を行う。皇太子嘉仁の山梨行幸は上京した知事・熊谷喜一郎が内示を受け、3月23日に正式に通知された。行幸準備として機山館は御宿泊所として使用されることが決定し、若尾財閥の二代当主若尾民造が出資して改修した。なお、予備の宿舎として甲府八日町（甲府市中央）の若尾銀行が充てられている。
皇太子嘉仁の行幸は同年3月27日から同年4月4日の日程で実施され、初日の3月27日（水曜日）に臨時列車で甲府駅に午後4時15分に到着すると、そのまま機山館へ宿泊した。皇太子の山梨行啓では数多くの行啓写真が残されており、機山館や甲府中学校全景を写したものがあり、機山館に関しては建物の意匠やあずま屋の存在を示した画像史料として注目されている。
機山館は1917年（大正6年）に正式に山梨県の所有となるが、1938年（昭和13年）に火災で焼失した。

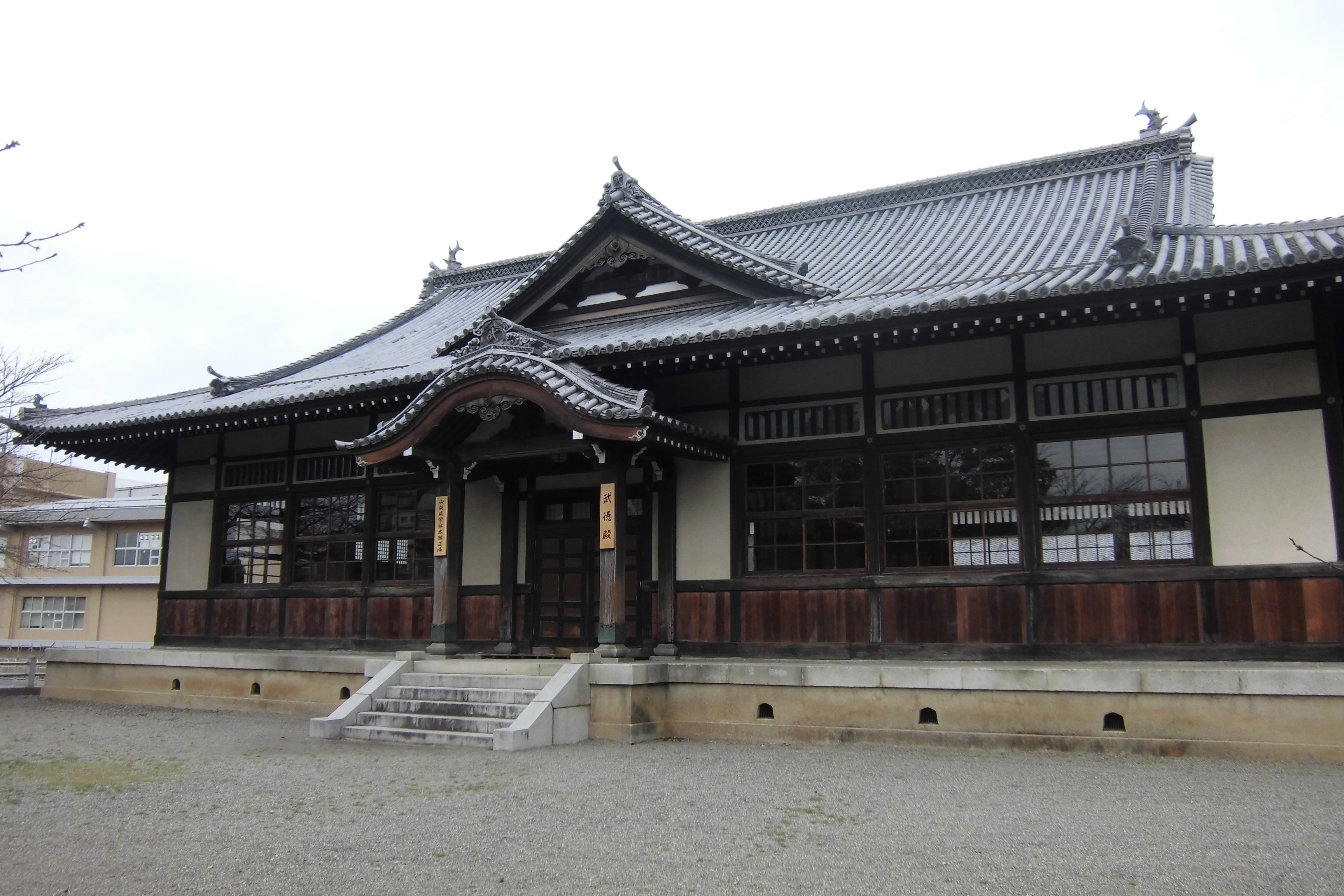
武徳殿
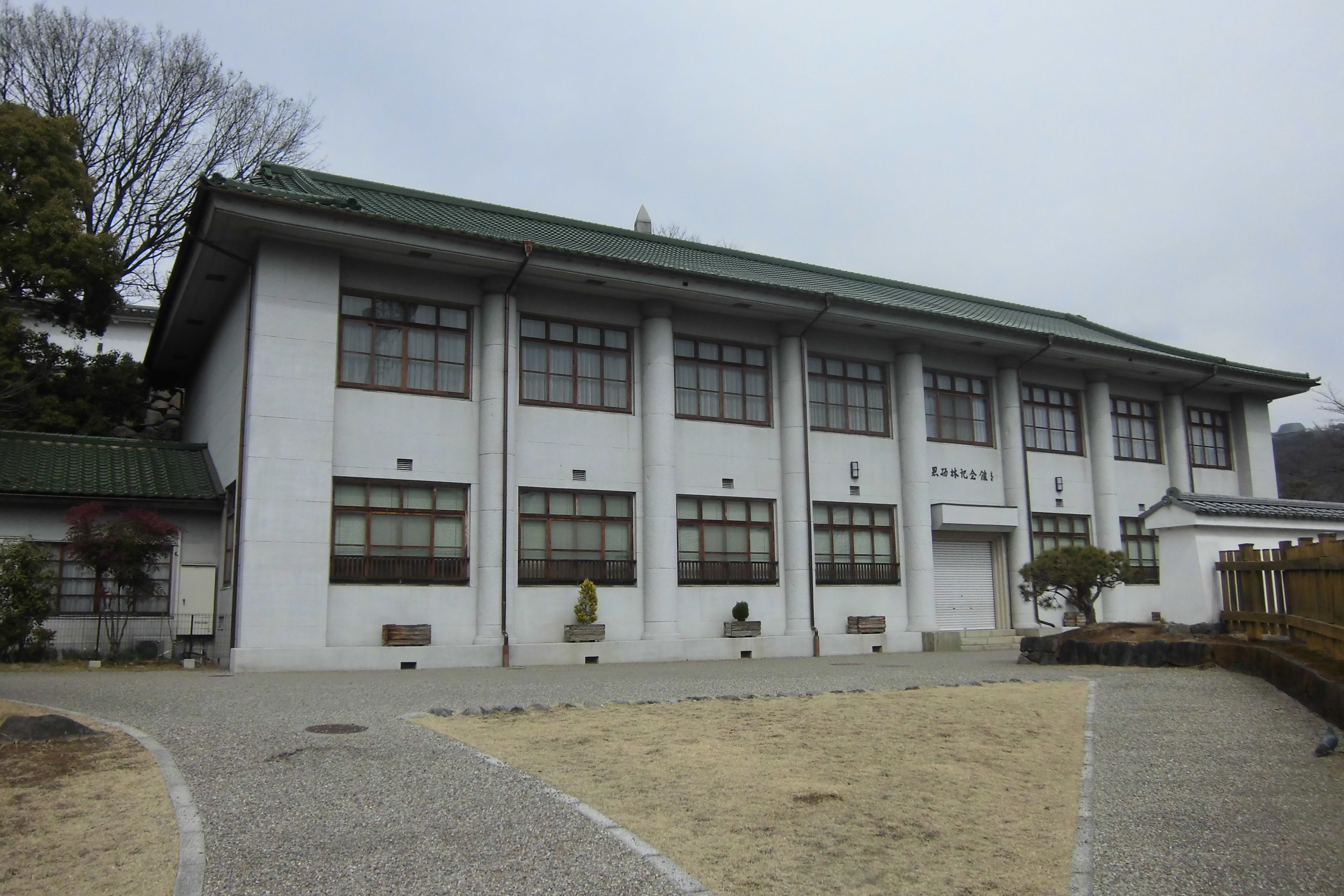
恩賜林記念館
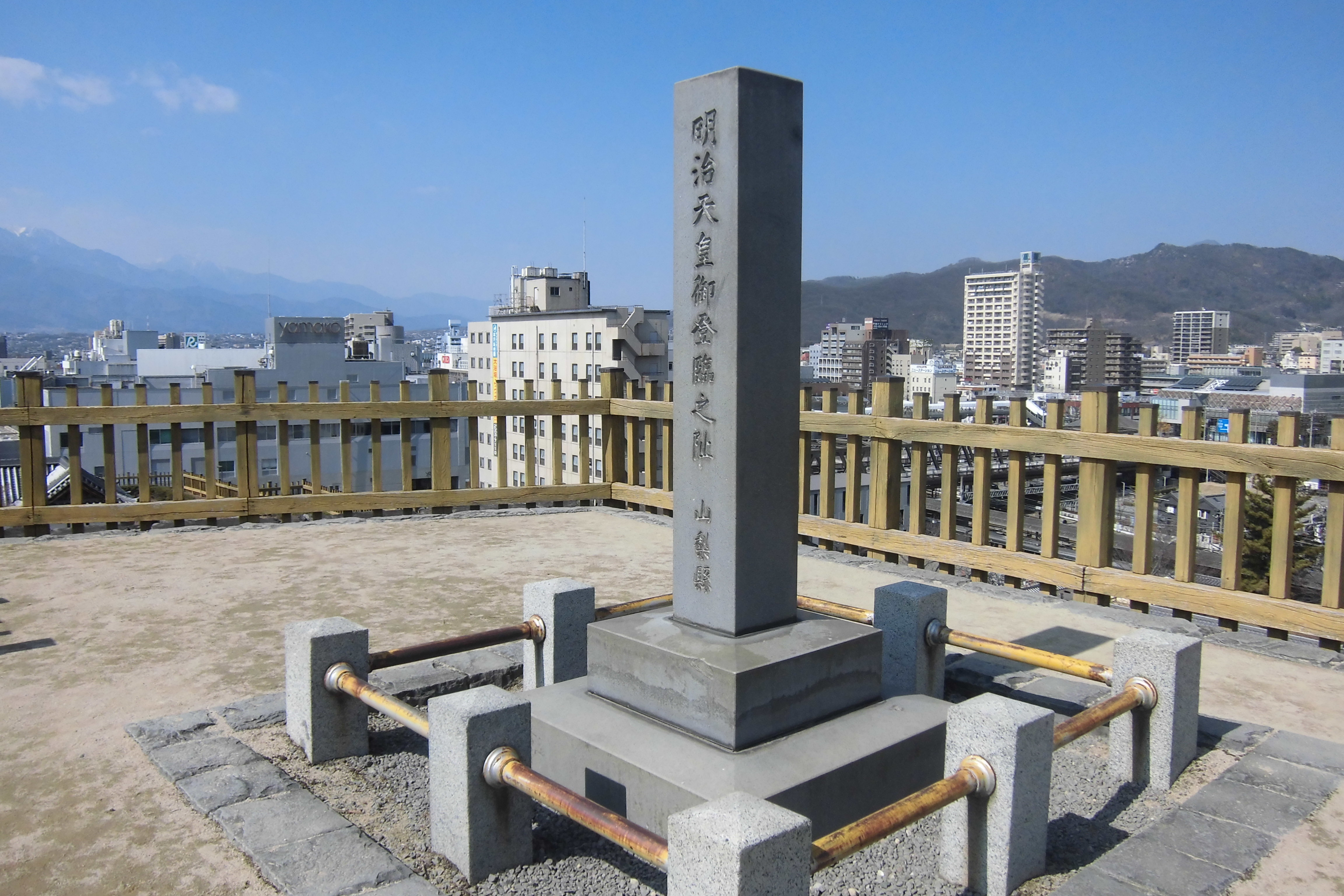
甲府城天守台の明治天皇記念碑
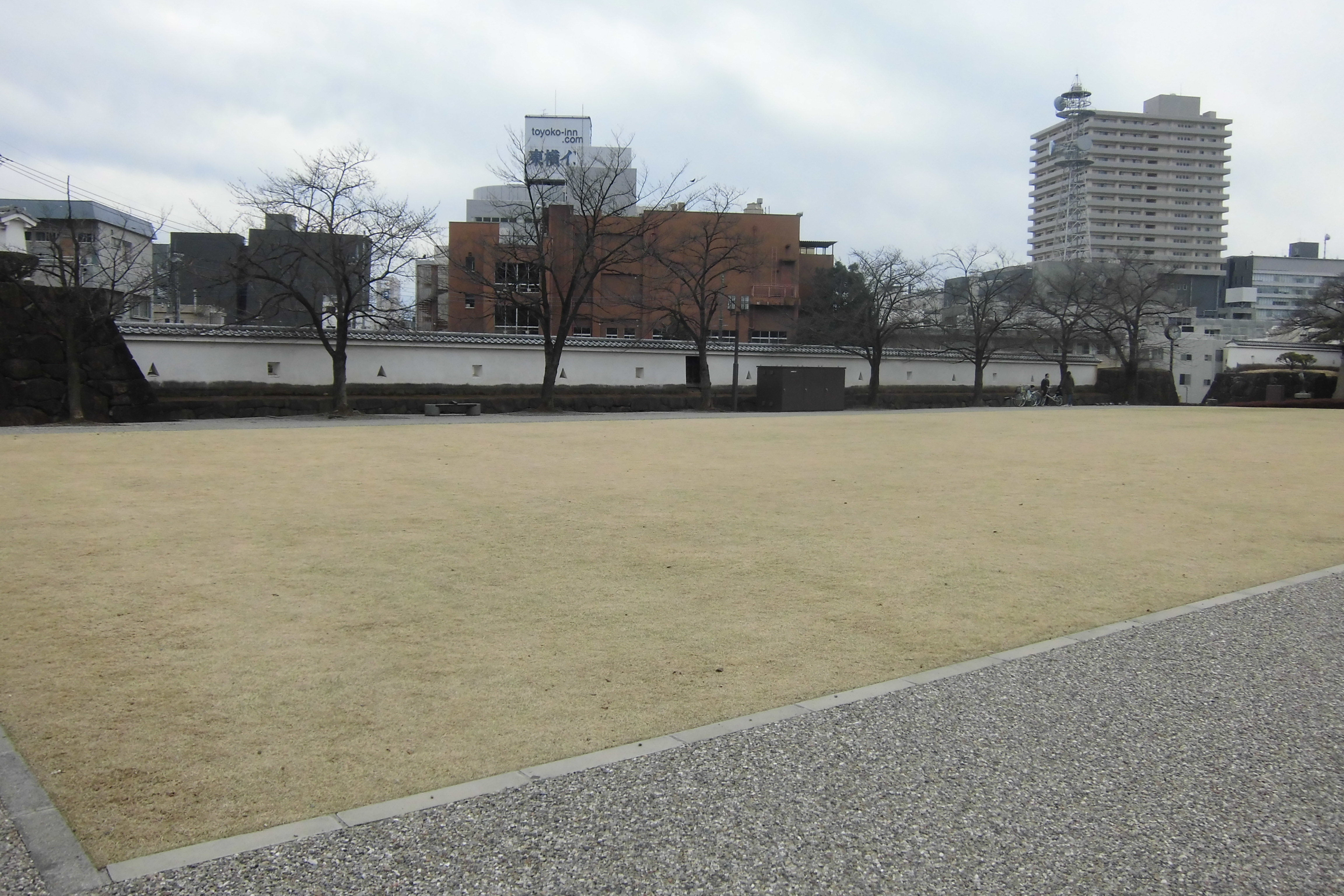
舞鶴城公園・自由広場（勧業試験場跡）

## 現地情報
所在地
- 山梨県甲府市丸の内1-5-4

交通
- JR東日本中央本線・JR東海身延線「甲府駅」南口から徒歩約5分